# إيم مير
إيم مير هي بحيرة تقع بين مقاطعات فليفولاند، أوترخت، وشمال-هولندا بهولندا.